# 吳占
吳占，廣東惠州府海丰县兴贤都（今海丰海城兰巷）人，清朝軍事將領、武進士出身。
嘉庆十九年（1814年），登武进士，历任广东崖州协镇都督、绿营军副职，敕封武功将军。